# Сосновий Бір (станція)
Сосновий Бір - непасажирська станція на залізничному напрямі Харків - Льгов, що знаходиться на території Біловського району Курської області на правому схилі річки Псел поблизу пристанційного селища Сосновий Бір і села Білиця.

## Історія
В 1916 році на місці станції Сосновий Бір було передбачено блок-пост Північно-Донецької залізниці.
В 1925 році до перегону Псел - Суджа в районі сучасної станції Сосновий Бір примикала вузькоколійна залізниця колишнього Переверзевського цукрового заводу - до села Комунар (17 км). В районі майбутньої станції знаходився ширококолійний тупик із засобами перевантаження з вузької колії на широку, і навпаки, а також будівлі заводської експедиції. Цукровий завод через даний пункт отримував вугілля, а відправляв цукор.
Станція Сосновий Бір була відкрита в 1935-1936 роках як непасажирський роз'їзд 78 км у зв'язку із будівництвом другої колії на дільниці Готня - Льгов. До 1941 року, поряд із офіційним найменуванням роздільного пункту, використовувалися його неофіційні назви - Горлівка (за першою назвою пристанційного селища) і Сосновий Бір (за назвою лісового урочища в околицях роз'їзду). Врешті-решт, останню назву роз'їзду було встановлено як офіційну.
З 1945 року по станції Сосновий Бір зупиняються потяги пасажирського сполучення. Потяги далекого пасажирського сполучення зупинялися по Сосновому Бору до 1996 року, приміського пасажирського сполучення - до 2013 року. 
Навесні 2022 року через повномасштабнне вторгнення російських військ в Україну міст на перегоні Суджа - Сосновий Бір було тимчасово виведено з ладу.